# Sow and Pigs Reef
Sow and Pigs är ett rev i Sydneys hamn i Australien. De ligger i regionen Mosman och delstaten New South Wales, nära centrala Sydney.